# Valutaunion

Internationella valutasymbolen

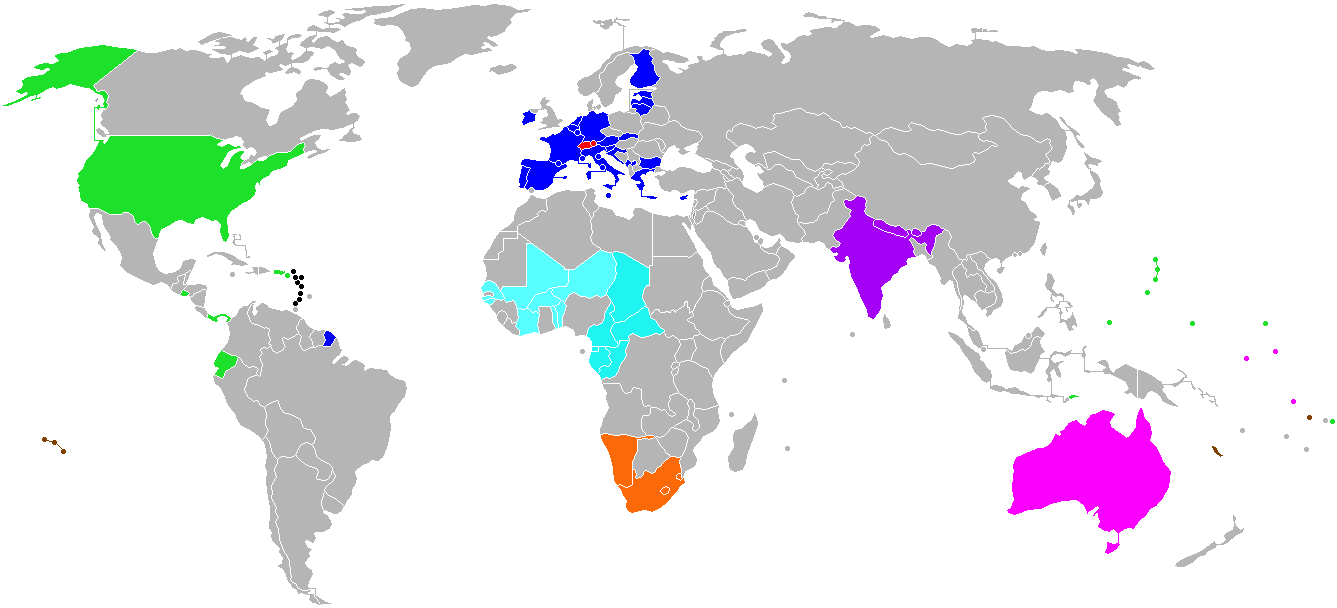
Valutaunion:
EUR Euro
USD Amerikansk dollar
CHF Schweizisk franc
INR Indisk rupie
AUD Australisk dollar
XCD Östkaribisk dollar
ZAR Sydafrikansk rand
XOF Västafrikansk CFA-franc
XAF Centralafrikansk CFA-franc
XPF CFP-franc

Valutaunion, tidigare även kallad myntkonvention, är ett överstatligt samarbete där flera nationer beslutar sig för att ha en gemensam valuta och penningpolitik. Valutan kan antingen bestå av ett lands valuta som de övriga använder eller en gemensam valuta.

## Nuvarande valutaunioner

### Euron (EUR)

Euroområdet
EU-länder utan euro

I och med ratificerandet av Maastrichtfördraget 1993 förverkligades idén om en europeisk gemensam valuta. 1 januari 1999 infördes den som elektronisk valuta i elva av EU:s dåvarande 15 medlemsstater. De elva euroländerna var då Belgien, Finland, Frankrike, Irland, Italien, Luxemburg, Nederländerna, Portugal, Spanien, Tyskland och Österrike. 1 januari 2002 infördes euron som sedlar och mynt i euroländerna och ersatte således de nationella valutorna. Antalet euroländer hade då utökats från elva till tolv, eftersom Grekland 1 januari 2001 hade kvalificerat sig.
Alla EU:s medlemsstater, utom Danmark, har förbundit sig att införa euron. Men för att ett medlemsland ska få införa den gemensamma valutan krävs det att landet uppfyller de så kallade konvergenskriterierna. Kriteriernas syfte är att konvergera medlemsstaternas ekonomier så att de anpassas inför övergången till den gemensamma valutan. Euroländernas penningpolitik är gemensam och styrs av Europeiska centralbanken i Frankfurt, Tyskland.
1 januari 2007 införde Slovenien, som första land efter de tolv ursprungliga, euron. 2008 och 2009 infördes euron även i Cypern och Malta respektive Slovakien. 2011 infördes euron i Estland, 2014 i Lettland och 2015 i Litauen. Därutöver har mikrostaterna Andorra, Monaco, San Marino och Vatikanstaten särskilda avtal med EU som tillåter dem att använda euron som sin egen valuta. Dessutom använder Kosovo och Montenegro euron utan monetära avtal. Totalt omfattar euroområdet ungefär 333 miljoner människor. Bulgarien och Kroatien planerar att införa euron runt 2025.

### CFA-francen (XAF/XOF)

Länder med CFA-franc (XOF)
Länder med CFA-franc (XAF)

CFA-francen uppkom 26 december 1945, samtidigt som CFP-francen, och omfattar idag fjorton väst- och centralafrikanska stater, varav tolv är tidigare franska kolonier. Valutan är indelad i två olika områden och varje område har egentligen sin egen valuta. De två valutorna är centralafrikansk CFA-franc (XAF) och västafrikansk CFA-franc (XOF). Trots att växelkursen gentemot andra valutor är densamma så tas inte centralafrikanska CFA-franc emot i de länder som använder västafrikansk CFA-franc och vice versa. De olika valutaområdena har dessutom varsin centralbank.
De länder som idag ingår i XAF är Centralafrikanska republiken, Ekvatorialguinea, Gabon, Kamerun, Republiken Kongo och Tchad. 1975 började man prägla sedlarna med en gemensam framsida och en nationell baksida, i likhet med dagens euromynt som också har en gemensam framsida och en nationell baksida. Ekvatorialguinea, som är en tidigare spansk koloni, anslöt sig till XAF-området först 1984. Ansvarig centralbank är Centralafrikanska banken i Yaoundé, Kamerun.
De länder som idag ingår i XOF är Benin, Burkina Faso, Elfenbenskusten, Guinea-Bissau, Mali, Niger, Senegal och Togo. Dessa länder ingår i ECOWAS, som är en del av Afrikanska unionen. Ansvarig centralbank är Västafrikanska centralbanken i Dakar, Senegal.
Tidigare var de två CFA-francen bundna till den franska francen, men efter det att Frankrike övergick till euron är CFA-francen numera bundna till euron istället. Eftersom samtliga länder som använder CFA-francen också är medlemmar i Afrikanska unionen och Afrikanska ekonomiska gemenskapen är det tänkbart att CFA-francen i framtiden ersätts med den planerade gemensamma afrikanska valutan afro, som i dagsläget planeras införas år 2028. I så fall skulle valutaunionen inte bara omfatta de nuvarande väst- och centralafrikanska länderna utan även övriga afrikanska stater.

### CFP-francen (XPF)

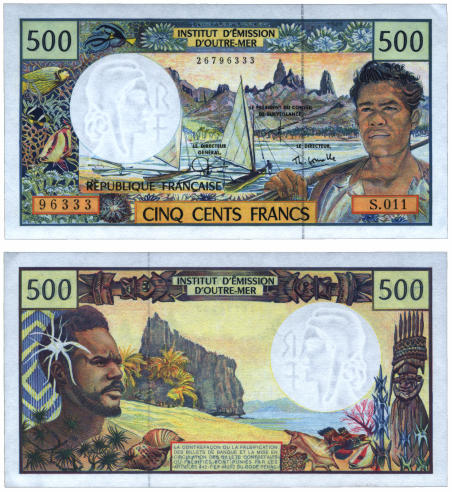
CFP-francsedel med valör 500 ₣

CFP-francen uppkom samtidigt som CFA-francen, det vill säga år 1945. Valutan omfattar bara tre territorier, nämligen Franska Polynesien, Nya Kaledonien och Wallis och Futuna, alla franska ögrupper belägna i Stilla havet. CFP-francen var tidigare bunden till den franska francen, och således numera bunden till euron. En särskild centralbank ansvarar för penningpolitiken i valutaunionen.
Det finns dock planer på att avskaffa CFP-francen. Under år 2006 röstade en majoritet av befolkningen på Franska Polynesien för en övergång till euron. Någon tidsplan finns ännu inte och det är också oklart huruvida Nya Kaledonien och Wallis och Futuna kommer att övergå till euron eller inte.
[uppföljning saknas]

### Östkaribiska dollarn (XCD)
Östkaribiska dollarn har funnits sedan 1965 och är bunden till den amerikanska dollarn (USD). Den östkaribiska dollarn ersatte den tidigare valutan, brittiska västindiska dollarn. Numera ansvarar Östkaribiska centralbanken i Basseterre, Saint Christopher och Nevis, för penningpolitiken och sedeltryckningen i valutaunionen. Unionen omfattar sex länder: Antigua och Barbuda, Dominica, Grenada, Saint Christopher och Nevis, Saint Lucia och Saint Vincent och Grenadinerna. Dessutom används den östkaribiska dollarn i de brittiska territorierna Anguilla och Montserrat. Det enda territoriet i området som inte använder XCD är Brittiska Jungfruöarna, som använder den amerikanska dollarn.

### Andra valutaunioner
Det finns ett par andra valutaunioner, däribland följande:
- Amerikansk dollar (USD) - används förutom i USA även i bland annat Ecuador, El Salvador, Marshallöarna, Mikronesiska federationen, Palau, Panama och Östtimor.
- Australisk dollar (AUD) - används förutom i Australien även i bland annat Kiribati, Nauru och Tuvalu.
- Nyzeeländsk dollar (NZD) - används förutom i Nya Zeeland även på bland annat Cooköarna, Niue, Pitcairnöarna och Tokelauöarna.
- Schweizisk franc (CHF) - används förutom i Schweiz även i Liechtenstein.
- Turkisk lira (TRL) - används förutom i Turkiet även i Nordcypern.

## Tidigare valutaunioner

### Latinska myntunionen
Den latinska myntunionen bildades år 1865 och omfattade då Belgien, Frankrike, Italien och Schweiz. Fyra år senare, 1869, anslöt sig Grekland. Finland deltog från och med år 1877. Valutaunionen upplöstes år 1914 men idag har Belgien, Frankrike, Italien, Grekland och Finland åter samma valuta i och med euron.

### Skandinaviska myntunionen
Den skandinaviska myntunionen bildades 1873 när Danmark och Sverige införde en gemensam valuta. År 1876 anslöts även Norge. I och med den skandinaviska myntunionen ersatte Sverige sin valuta, riksdalern, med kronan. Både Danmark och Norge hade sedan tidigare haft kronor. Myntunionen upplöstes i samband med Första världskrigets utbrott år 1914, samma år som den latinska myntunionen också upplöstes.

## Föreslagna valutaunioner

### Afrikanska valutaunionen
Afrikanska ekonomiska gemenskapen, som är en del av Afrikanska unionen, syftar till att bland annat upprätta en gemensam afrikansk valuta, ibland kallad för afro. De nuvarande planerna är att den gemensamma valutan ska införas år 2028 och att det då också ska finnas en afrikansk centralbank.

### Asiatiska valutaunionen
Asiatiska valutaunionen är en föreslagen valutaunion som skulle omfatta ASEAN samt Kina, Sydkorea och Japan. I dagsläget ser en sådan valutaunion väldigt avlägsen ut, inte minst med tanke på relationen mellan Kina och Japan.

### Nordamerikanska valutaunionen
Ameron är en föreslagen valuta för Nordamerika, inklusive USA, Kanada och Mexiko. Det finns dock starka krafter, i synnerhet i USA, som verkar mot en sådan idé. Ameron nämns ofta i konspirationsteorier om att en nordamerikansk union skulle ha upprättats i hemlighet, utan att invånarna i respektive länder skulle ha vetskapen om det.

### Ryska valutaunionen
Den ryska valutaunionen är tänkt att omfatta Ryssland och Vitryssland. Ursprungligen planerades en gemensam valuta att införas år 2004, men datumet har senare flyttats fram flera gånger och det är oklart om och i så fall när den kommer realiseras.
[uppföljning saknas]

### Västafrikanska monetära unionen
Västafrikanska monetära unionen är en valutaunion som planeras att upprättas under 2009. Den gemensamma valutan kommer att heta Eco och kommer att införas i Gambia, Ghana, Guinea, Nigeria och Sierra Leone. Samtliga stater är medlemmar i ECOWAS. Liberia, som också är medlem i ECOWAS, har uttryckt sitt intresse att ansluta sig till valutaunionen. Införandet av Econ förbereds av Västafrikanska monetära institutet i Accra, Ghana. Detta institut är tänkt att senare ersättas med en gemensam centralbank.
[uppföljning saknas]

### Östafrikanska valutaunionen
Den östafrikanska valutaunionen omfattar Burundi, Kenya, Rwanda, Tanzania och Uganda och planeras upprättas år 2009. Den östafrikanska valutaunionen är ett stort steg på vägen till upprättandet av Östafrikanska federationen.
[uppföljning saknas]